# (6993) 1995 BJ4
(6993) 1995 BJ4 (1995 BJ4, 1954 QD1, 1982 VT5, 1987 SK22, 1987 ST13, 1990 FA3) — астероїд головного поясу, відкритий 28 січня 1995 року.
Тіссеранів параметр щодо Юпітера — 3,213.